# Barella

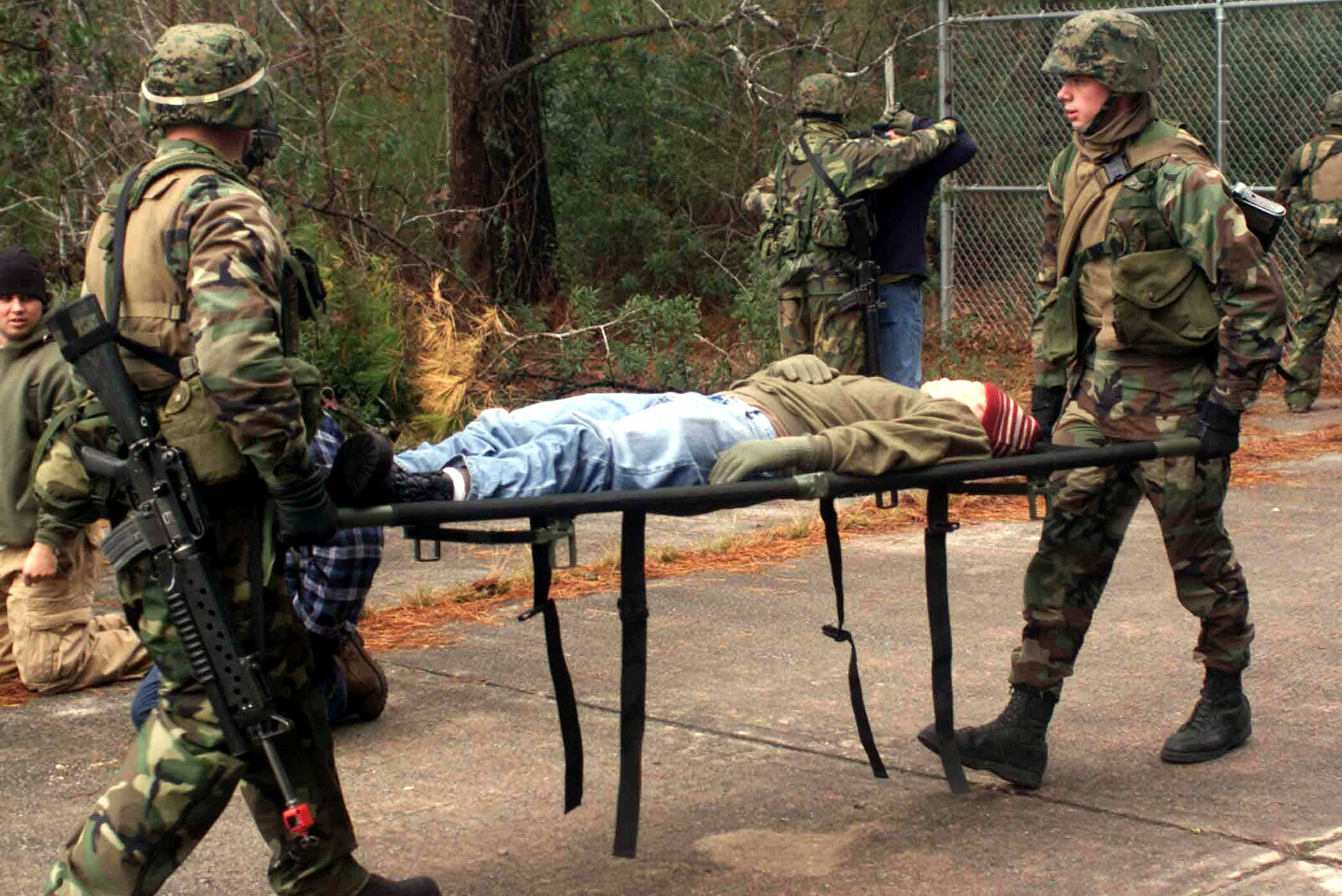
Militari utilizzano una semplice barella

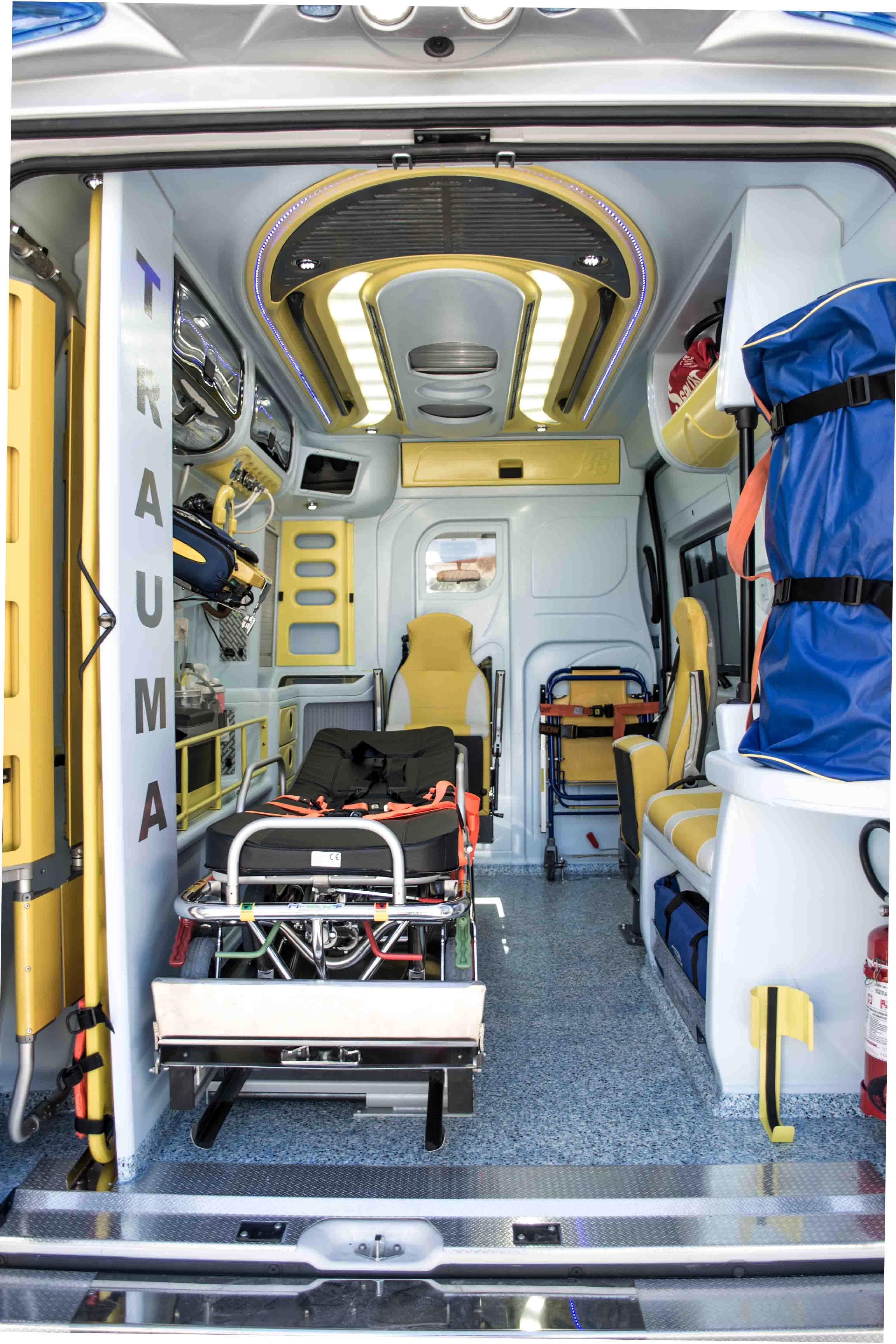
Una barella autocaricante di ultima generazione, utilizzata all'interno di autoambulanze. Dotata di un meccanismo che aprendosi, permette lo spostamento della lettiga su ruote ad un'altezza di circa 80 cm.

Una barella è un presidio medicale che e viene utilizzato per il trasporto intra- ed extra-ospedaliero dei pazienti. 
La barella è solitamente portata da due persone, una alla testa e una ai piedi del paziente, e viene spinta in modo che il paziente possa vedere dove viene trasportato.
Ne esistono diverse tipologie e modelli. Spesso dotata di ruote e di cinghie per immobilizzare il paziente, viene utilizzata sulle autoambulanze (in questo caso la barella viene chiamata anche autolettiga) per adagiarvi i feriti e permetterne il trasporto dal luogo dell'incidente al mezzo di soccorso e quindi al luogo di cura.
La barella autocaricante, diversamente dalle credenze popolari va movimentata da 2 persone, una ai piedi del paziente e una alla testa.
Questa va tirata dal barelliere dalla parte dei piedi, mentre il barelliere dalla parte della testa deve spingere in modo che il paziente veda sempre dove sta andando.
Questa movimentazione deriva dalla conformazione tecnica della barella che prevede le ruote sterzanti ai piedi, oltre che permette una sicurezza ulteriore poiché i carrelli delle ruote si chiudono in senso opposto alla marcia.

## Storia
Le barelle sono state utilizzate sin dall'antichità, in particolare sui campi di battaglia e nelle situazioni in cui i veicoli di soccorso erano ostacolati dalle avverse condizioni del terreno. La forma più semplice consiste di un telo su cui si adagia il paziente e di due lunghe aste che vengono afferrate dai barellieri, in questo caso spesso più di due. Nel caso il trasporto con questa semplice barella dovesse venir effettuato da soli due soccorritori, essi possono utilizzare delle cinghie che distribuiscano lo sforzo non solo sulle braccia ma anche sulla schiena.

## Legislazione
La barella principale deve consistere di una lettiga che può essere utilizzata da sola o in combinazione con un carrello di supporto solidale o separabile.
- Deve essere progettata in modo che il peso del paziente e della lettiga sia sollevato/portato dal personale addetto solo per un periodo di tempo minimo.
- Deve essere progettata in modo che durante il carico e lo scarico, il peso massimo che grava su ogni componente del personale addetto risulti la metà del peso totale del paziente più barella, e sia limitato al tempo minimo possibile, in posizione ergonomica ottimale, in modo da ridurre al minimo il piegamento della schiena.